# Матриш (Борба)
Матри́ш (порт. Matriz) — фрегезия (район) в муниципалитете Борба округа Эвора в Португалии. Территория — 41,23 км². Население — 3 701 жителей. Плотность населения — 89,8 чел/км².